# Alfred Schoep
Alfred Ferdinandus Maria Ghislenus Schoep (Gand, 6 giugno 1881 – 1º giugno 1966) è stato un mineralogista belga al quale si deve la scoperta ed il riconoscimento di numerosi minerali.
Figlio di Euphras Charles Schoep e di L. Uytterhaegen, studiò all'Università di Gand dove nel 1904 prese il dottorato in Geografia e nel 1906 in Scienze Naturali (Mineralogia, Geologia, Cristallografia).
Iniziò la sua carriera scientifica nell'Ottobre del 1906, come assistente in chimica analitica e negli anni 1910-1913 partecipò ad una spedizione geologica nel Sud Katanga (nell'allora Congo Belga), sotto la direzione di Claude Guillemin.
Successivamente partecipò ad altre campagne in Russia, nel Caucaso e lungo la costa del Mar Caspio.
Come mineralogista, A. Schoep è noto per le sue ricerche (prevalentemente nel 1920) relative a numerosi minerali di uranio rinvenuti nelle miniere di Shinkolobwe (già Kasolo) e Kalongwe in Katanga.
In suo onore, il mineralogista canadese Walker chiamò "schoepite" un ossido idrato di uranio, come riconoscimento dei lavori svolti nel campo della mineralogia.